# Rivière White
Rivière White är ett vattendrag i Kanada.   Det ligger i provinsen Québec, i den sydöstra delen av landet, 290 km norr om huvudstaden Ottawa. Rivière White ligger vid sjöarna  Lac Clova och Lac D'Anjou.
I omgivningarna runt Rivière White växer i huvudsak blandskog. Trakten runt Rivière White är nära nog obefolkad, med mindre än två invånare per kvadratkilometer.